# Chondrilla laticoronata
Chondrilla laticoronata là một loài thực vật có hoa trong họ Cúc. Loài này được Leonova mô tả khoa học đầu tiên năm 1964.